# Kallithoe (Priesterin)
Kallithoe, Kallithoë (altgriechisch Καλλιθόη = die schön opfernde) oder Kallithyia (altgriechisch Καλλίθυια) war die erste Priesterin der Göttin Hera von Argos.
Ihr Vater Peiras gründete das erste Heraheiligtum der Argolis in Tiryns, das später vom Heraion von Argos abgelöst wurde, und ließ ein Götterbild, ein sogenanntes Xoanon, aus dem Holz eines Birnbaums aus Tiryns schnitzen. Als erste Priesterin erwählte er seine Tochter Kallithoe. Eusebius von Caesarea datierte dies in das erste Regierungsjahr des Kriasos, des Bruders des Peiras. Georgios Synkellos, der sich auf die Chronologien des Sextus Iulius Africanus bezog, sagte, dass das Priestertum irgendwann während der Regierung der Könige Argos oder Kriasos begann. Die Priesterin schmückte das Götterbild, einen schlanken Pfeiler, mit Bändchen und Fransen. Aelius Aristides bezeichnete sie als die beste unter den Frauen und Männern. Sie galt als Mutter des Trochilos, des Erfinders des Wagens.
In der Bibliotheke des Apollodor, die sich auf die Schriften des Hesiod und des Akusilaos von Argos bezieht, wird die Tochter des Peiras Io genannt. Dies ist wahrscheinlich der Grund, warum Hesychios von Alexandria sie in seinem Lexikon Io Kallithyessa (altgriechisch Ίὼ καλλιθύεσσα) nennt. Er bezeichnet sie jedoch als erste Priesterin der Athene.